# Riña en un café
Riña en un café es considerada la primera película española con argumento. Dirigida por el pionero catalán Fructuós Gelabert en 1897, se rodó con una cámara que había construido él mismo. La película original no se conserva, sólo una reconstrucción que realizó el propio Gelabert en 1952.

## Sinopsis
Seis amigos disfrutan del soleado día estival sentados en la terraza de un café de Sants dispuestos a tomarse un aperitivo. Un veterano camarero se acerca a las mesas para anotar las consumiciones. Circulando por el paseo aparece una atractiva muchacha vestida de negro, circunstancia que hace que alguno de los hombres la piropee. La señorita se acerca a uno de los contertulios, intercambia con él unas palabras y enseguida continúa su camino. El aspecto de la chica no ha pasado inadvertido para ninguno de los amigos y todos comentan el hecho. El joven que ha hablado con la muchacha recibe la felicitación del amigo sentado a su lado.
Pero al poco, un caballero trajeado y con sombrero que parece haber observado la situación aparece en escena y, cegado por los celos, señala con el dedo al joven protagonista, increpándole severamente por su atrevimiento.
Mas el joven, lejos de amedrentarse, le devuelve los insultos y se levanta de su asiento, dispuesto a responder físicamente a las provocaciones de su interlocutor. Un reparto de empujones supone el inicio de la pelea. Afortunadamente, la rápida reacción del resto de los contertulios, que se levantan con rapidez de sus sillas y sujetan a los contendientes, evita males mayores.
Cuando otro de los jóvenes se sitúa entre los violentos enamorados, la pelea toca fin. La animosidad de los dos hombres desaparece y finalmente la situación se resuelve con un apretón de manos entre ellos.